# Ollacheryphe
Ollacheryphe är ett släkte av tvåvingar. Ollacheryphe ingår i familjen parasitflugor.
Kladogram enligt Catalogue of Life:
| Ollacheryphe | \| \| Ollacheryphe aenea \| \| \| \| \| \| Ollacheryphe facialis \| \| \| \| |
|              | \| \| Ollacheryphe aenea \| \| \| \| \| \| Ollacheryphe facialis \| \| \| \| |
|              | Ollacheryphe aenea                                                           |
|              |                                                                              |
|              | Ollacheryphe facialis                                                        |
|              |                                                                              |